# Sophie Charlotte von Brandenburg-Bayreuth

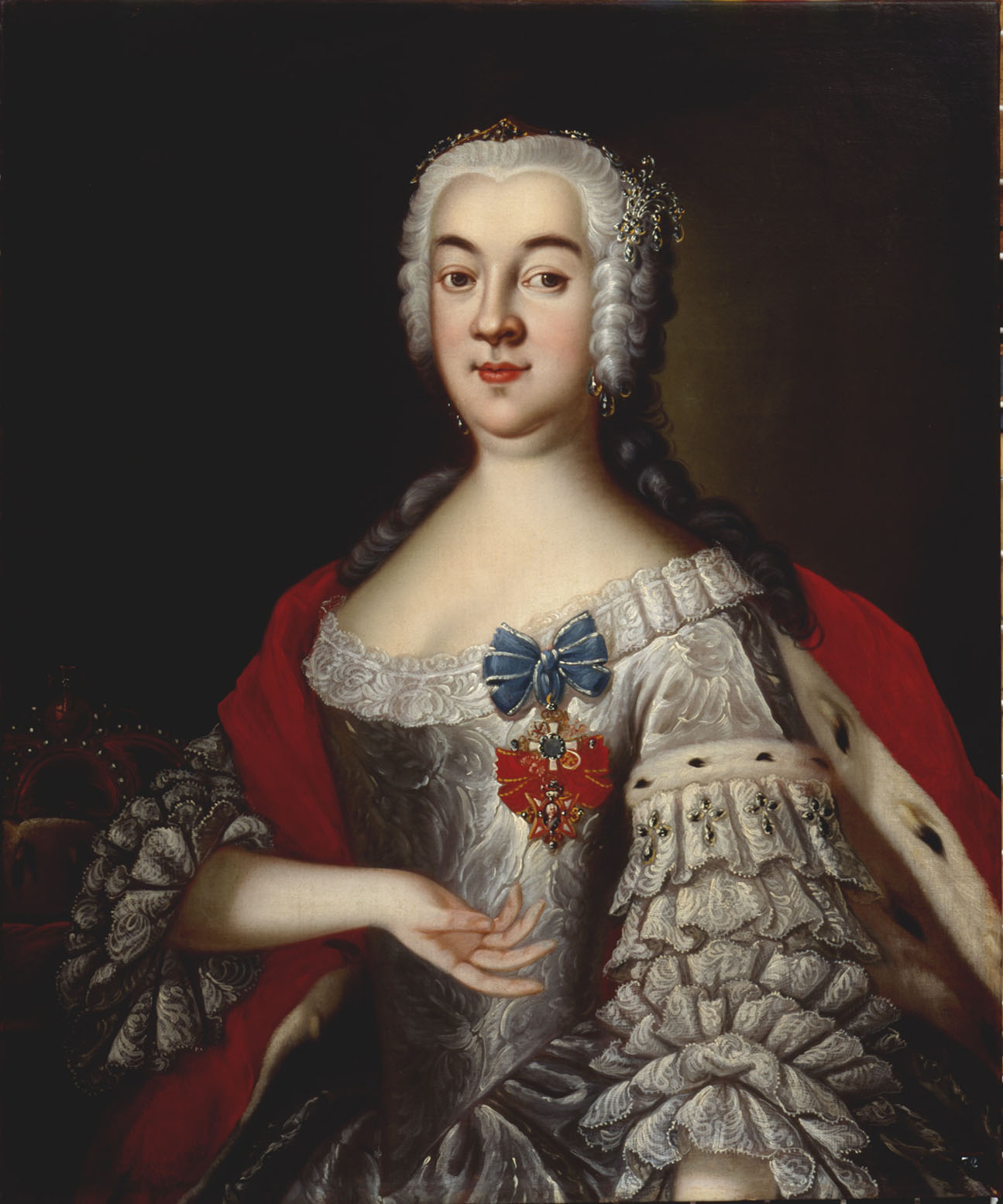

Sophie Charlotte Albertine von Brandenburg-Bayreuth (* 27. Juli 1713 in Weferlingen; † 2. März 1747 in Ilmenau) war eine deutsche Adelige aus dem Hause Hohenzollern und durch Heirat Herzogin von Sachsen-Weimar und Sachsen-Eisenach.
Sophie Charlotte wurde als viertes von fünf Kindern von Georg Friedrich Karl, Markgraf von Brandenburg-Bayreuth, und Dorothea von Schleswig-Holstein-Sonderburg-Beck geboren. 1716 wurde ihre Mutter wegen Ehebruchs verurteilt und inhaftiert.
Am 7. April 1734 heiratete Sophie Charlotte in Bayreuth Ernst August I., Herzog von Sachsen-Weimar als dessen zweite Ehefrau. Sie hatten gemeinsam vier Kinder:
1. Charles Augustus Eugen, Erbprinz von Sachsen-Weimar (1. Januar 1735 in Weimar – 13. September 1736 in Weimar)
2. Ernst Augustus II. Konstantin, Herzog von Sachsen-Weimar-Eisenach (2. Juni 1737 in Weimar –  28. Mai 1758 in Weimar)
3. Ernestine Auguste Sophie (4. Januar 1740 in Weimar –  10. Juni 1786 in Hildburghausen), heiratete am 1. Juli 1758 Ernst Friedrich III. Karl, Herzog von Sachsen-Hildburghausen
4. Ernest Adolph Felix

Am 26. Juli 1741 wurde sie, nachdem ihr Mann das Land geerbt hatte, zusätzlich Herzogin von Sachsen-Eisenach.
Sophie Charlotte starb in Ilmenau und wurde dort bestattet.